# 日落星启
《日落星启》（羅馬化：Muea Tawan Lap Fa Ko Ja Pen Wela Khong Duangdao）是一部由Veladee 2020 Company Limited制作，瓦西拉维奇·阿兰塔纳旺（Ryu）及兰可拉薇·昂库瓦拉沃特（Mint）主演的泰国复仇爱情剧。此剧改编自Praphansan的同名小说，于2025年3月25日起每周一至周二晚上8时30分通过泰国第3电视台播出。

## 演员阵容

### 主要演员
- 瓦西拉维奇·阿兰塔纳旺（Ryu） 饰演 Khimhan Bawornwisut（Khim）
- 兰可拉薇·昂库瓦拉沃特（Mint） 饰演 Nubdao Patheepkamol
- 图恩雅芳·帕塔拉媞拉猜差容（Namfah） 饰演 Namfah Patheepkamol（Fah）

### 其他演员
- 尼措空·卡琼伯利叻（Meen） 饰演 Pathawee Bawornwisut（Wee）
- 威利·麦克托什（Willy） 饰演 Techit Bawornwisut，Khimhan的父亲。
- 帕拉达·楚查瓦乔迪功（First） 饰演 Aphirot（Offroad）
- 马文·特威鹏（Win） 饰演 Montri Ruji-osa（Pu）
- Dylan Bryant 饰演 Talay
- 塔莎万·社尼翁·那·阿育塔亚（Yo） 饰演 Jittri
- 恰娜娜·孥塔空（Dee）
- Supapat Phoncharoenrat（Candy）
- 索尼亚·考琳·李
- 苏缇帕·空娜迪（Noon）
- Kot Kanisorn
- 瓦缇查拉禹·苏拉德特（Potae）

### 客串出演
- Thidarut Pruethong（Enjoy）饰演 Gina
- 坎丽亚·尼尔霍斯（Lita）饰演 Cindy
- Lin Nu. Sara 饰演 Jitsuda

## 制作
2023年5月31日，在戏剧制作人皮雅瓦迪·玛丽侬（Tu）的带领下，全体剧组与演员在泰国第3电视台位于廊鉴的影视基地进行开机祭祀仪式。